# Nikola Maslać
Nikola Maslać (Borut, 18. veljače 1895. – Zagreb, 20. srpnja 1969.), hrvatski katolički svećenik, isusovac, povjesničar i prevoditelj.

## Životopis
Pater Nikola rođen je u Borutu, kraj Stoca. U Travniku je pohađao i 1916. godine maturirao na gimnaziji. Pošao je u isusovce usprkos očevu protivljenju. Studirao je filozofiju u Innsbrucku. Povijest i zemljopis studirao u Zagrebu od 1920. do 1922. godine. U Rimu i Sarajevu studirao bogoslovlje. Zaređen je za svećenika 27. lipnja 1927. 
Bio je profesor povijesti i zemljopisa te odgojitelj u travničkoj gimnaziji. Zatvaranjem gimnazije 22. veljače 1945. otišao iz Travnika.  Sljedeće školske godine, 1945./46. predavao u Sarajevu na Visokoj bogoslovnoj školi crkvenu povijest, patrologiju i crkvenu umjetnost. Prestankom rada škole imenovan je travnja 1946. za župnika na Uzdolu. Ostao je dvije godine. Klonulom i komunističkom strahovladom zastrašenom narodu ulio je hrabrost i nadu i s pravom ga se drži za pravog duhovnog obnovitelja župe. Put ga nosi u Dubrovnik gdje je predavao u gimnaziji, zatim u Osijek gdje djeluje u pastoralu. Jugokomunisti su ga poslali u zatvor. Bio je iskren na revan, iskren, naivan i svakom je rekao što je mislio. To ga je koštalo slobode, jer se povjerio nekim osobama koje su ga denuncirale i komunističke vlasti osudile na dvije i pol godine zatvora u Staroj Gradišci. Bio je i prevoditelj i pod stare dane prevodio je s talijanskog i njemačkog jezika, ispovijedao i posjećivao bolesnike. Umro je u Zagrebu u isusovačkoj rezidenciji. Važan kao povjesničar. Pod pseudonimom Hrvat Hrvatinić napisao je kratak pregled hrvatske povijesti te brojne članke u časopisu “Život“ i drugim listovima.